# CA Peñarol
Club Atlético Peñarol is een voetbalclub uit Montevideo, Uruguay. Peñarol is opgericht op 28 september 1891 door spoorwegwerkers. De clubkleuren zijn geel en zwart. Thuisstadion is het Estadio de Peñarol. Het stadion werd gebouwd in 2015 en biedt plaats aan 40.005 toeschouwers. Het oude stadion van Peñarol is het Estadio Centenario. De aartsrivaal van Peñarol is Nacional.

## Geschiedenis
Op 28 september 1891 werd door een Brits spoorwegenbedrijf de club Central Uruguay Railway Cricket Club, kortweg C.U.R.C.C. opgericht. Aanvankelijk was de club een cricketclub en begon in 1892 met een voetbalafdeling. In 1900 was de club een van de stichtende clubs van de Uruguayaanse competitie. De club kreeg de bijnaam Peñarol, naar een wijk in Montevideo. In december 1913 scheidde de voetbalafdeling zich onder de naam CURCC Peñarol af van de club. De FIFA, UEFA en CONMEBOL erkennen CURCC Peñarol als rechtmatige opvolger van CURCC en hierdoor kon de club ook aanspraak maken op de vijf reeds gewonnen landstitels. Aartsrivaal Nacional ziet Peñarol wel als een aparte club. Op 12 maart 1914 werd de naam gewijzigd in CA Peñarol. De eerste nieuwe titel kwam er pas in 1918 en in de jaren twintig won de club nog vijf titels.
In 1932 werd het profvoetbal ingevoerd in Uruguay. De eerste profwedstrijd van de club werd gespeeld tegen River Plate en de club kroonde zich tot de eerste kampioen van de profcompetitie met vijf punten voorsprong op Rampla Juniors. Na twee tweede plaatsen werd de club vier keer op rij kampioen van 1935 tot 1938, daarna moest de club genoegen nemen met de vicetitel tot 1944. De club bleef het hierna goed doen en won om de paar jaar een titel. Eind jaren vijftig kwam er weer een glorieperiode toen de club van 1958 tot 1962 vijf keer op rij kampioen werd.

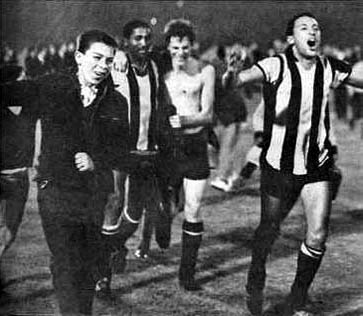
Peñarol wint de Copa Libertadores in 1966

In 1960 werd de club ook afgevaardigd naar de eerste Copa Libertadores. De club stootte door naar de finale en versloeg daar het Paraguayaanse Club Olimpia en won zo de eerste titel. Vanaf dit jaar werd er ook de intercontinentale beker gespeeld tussen de Europese en Zuid-Amerikaanse kampioen om zo de officieuze wereldkampioen te bepalen. Peñarol kreeg echter een pak slaag van Real Madrid. Een jaar later won de club tegen het Braziliaanse SE Palmeiras opnieuw de Copa Libertadores en versloeg in de intercontinentale beker nu het Portugese Benfica Lissabon. In 1963 doorbrak rivaal Nacional de hegemonie van Peñarol door met één punt voorsprong kampioen te worden. De volgende twee seizoenen werd de club wel weer kampioen en ze wonnen opnieuw de Copa Libertadores in 1966, deze keer tegen het Argentijnse CA River Plate. Ook in de intercontinentale beker werd opnieuw gewonnen en werd weerwraak genomen op Real Madrid. Van 3 september 1966 tot 14 september 1968 bleef de club 56 wedstrijden ongeslagen in de Uruguayaanse competitie, een record dat nog steeds stand houdt. In 1969 won de club ook de Wereld Supercup, een toernooi met deelnemers van vroegere intercontinentale bekerwinnaars, dat echter geen lang leven beschoren was.
In 1970 verloor de club de finale van de Copa Libertadores van Estudiantes de La Plata. In het toernooi versloeg de club het Venezolaanse Valencia FC met 11:2, het grootste verschil in aantal doelpunten in de geschiedenis van de competitie. Nadat de club vier jaar op rij geen titel kon winnen won de club er drie op rij van 1973 tot 1975. In deze tijd was Fernando Morena een sterspeler bij de club. Na twee tweede plaatsen werd de club opnieuw kampioen in 1978. Dat seizoen vestigde Morena twee records: meest aantal doelpunten in de competitie (36) en meest aantal doelpunten in één wedstrijd (zeven tegen Huracán Buceo). Ook het laatste seizoen van de jaren zeventig schreef de club op zijn naam en Morena werd zes keer op rij topschutter en was ook topschutter in de Copa Libertadores van 1974 en 1975.
De jaren tachtig begonnen goed voor de club met een nieuwe zege in de Copa Libertadores in de finale tegen het Chileense Cobreloa. Ook in de intercontinentale beker ging de club voor de derde keer aan de haal met de zegepalm en versloeg Aston Villa. De club kreeg financiële problemen maar kon toch nog twee titels winnen midden jaren tachtig en won in 1987 opnieuw de Copa Libertadores in de finale tegen het Colombiaanse América de Cali. Diego Aguirre scoorde het verlossende doelpunt pas in blessuretijd. Peñarol verloor wel de intercontinentale beker van FC Porto. In de competitie ging het minder goed en de club bleef zes seizoenen lang zonder titel en eindigde zelfs af en toe in de middenmoot. In 1991 werd het honderdjarig bestaan gevierd ondanks controverse die gestart werd door supporters van Nacional, die de naamswijziging van 1913 niet erkennen.
Met spelers als Pablo Bengoechea en Antonio Pacheco keerde het tij voor de club en van 1993 tot 1997 werden vijf titels op rij gewonnen. In 1993 en 1994 bereikte de club ook de finale van de Copa CONMEBOL. Tot 1999 was de club nog vrij succesvol. Daarna won de club nog in 2003 de titel maar moest daarna wachten tot 2010 om nog een nieuwe titel te winnen. Het jaar erop bereikte Peñarol wel nog eens de finale van de Copa Libertadores en verloor de finale van het Braziliaanse Santos FC. In 2013 werd de club opnieuw kampioen.

## Erelijst
- Landskampioen (52x)

1900, 1901, 1905, 1907, 1911, 1918, 1921, 1928, 1929, 1932, 1935, 1936, 1937, 1938, 1944, 1945, 1949, 1951, 1953, 1954, 1958, 1959, 1960, 1961, 1962
1964, 1965, 1967, 1968, 1973, 1974, 1975, 1978, 1979, 1981, 1982, 1985, 1986, 1993, 1994, 1995, 1996, 1997, 1999, 2003, 2009/10, 2012/13, 2015/16, 2017, 2018, 2021, 2024
- Supercopa Uruguaya (2x)

2018, 2022
- CONMEBOL Libertadores (5x)

1960, 1961, 1966, 1982, 1987
- Wereldbeker voor clubteams (3x)

1961, 1966, 1982
- Wereld Supercup

1969
- Copa de Honor Cousenier (AFA/AUF)

1909, 1911, 1918
- Copa de Competencia Chevallier Boutell (AFA/AUF)

1916
- Copa Aldao (AFA/AUF)

1928

## Bekende (oud-)spelers
- Julio Abbadie
- Edgardo Adinolfi
- Carlos Aguilera
- Diego Aguirre
- Fernando Álvez
- Antonio Alzamendi
- José Andrade
- José Benincasa
- Joe Bizera
- Carlos Borges
- Miguel Bossio
- Carlos Bueno
- Omar Caetano
- Ceferino Camacho
- Pablo Bengoechea
- Joe Bizera
- Pedro Rocha
- José Luis Chilavert
- Armando Dely Valdes
- Fabián Estoyanoff
- Elías Figueroa
- Diego Forlán
- Pablo Forlán
- Juan Carlos González
- Juan Joya
- Néstor Montelongo
- Paolo Montero
- Óscar Míguez
- Roy Myers
- Darwin Núñez
- Walter Pandiani
- Facundo Pellistri
- Dario Rodríguez
- Marcelo Romero
- José Luis Russo
- Sergio Santín
- Robert Siboldi
- Darío Silva
- Héctor Silva
- Alberto Spencer
- Guillermo Varela
- Marcelo Zalayeta